# 岐阜県立各務原高等学校

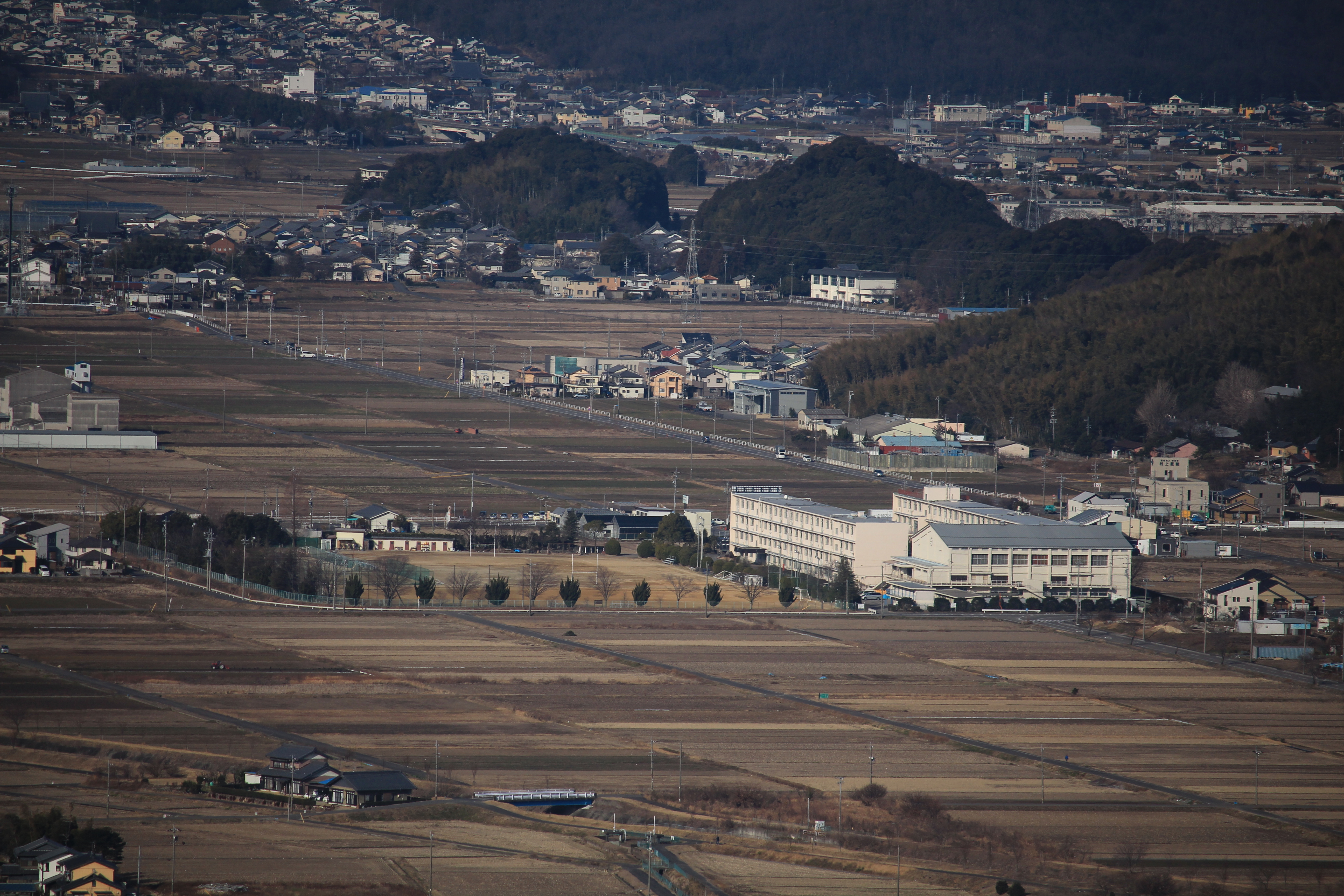
東方の愛宕山から見下ろす岐阜県立各務原高等学校

岐阜県立各務原高等学校（ぎふけんりつかかみはらこうとうがっこう、英称：Gifu Prefectural Kakamihara Senior High School）は、岐阜県各務原市蘇原新生町にある公立高校。

## 概要
各務原市に初めて設置された普通科高校で、創立当初から普通科・理数科・英語科が設置されていたが、2018年（平成30年）度から募集は普通科だけになった。各務原市（かかみがはらし）に所在していることから「かかみがはらこうこう」と呼ばれることもあるが、学校名としては「かかみはらこうこう」が正しい呼び方である。

## 特徴
岐阜県では、2017年（平成29年）度の入試まで、岐阜・西濃・東濃・美濃・飛騨・可茂の6地区に学区が分けられており、各務原高校は各務原市、岐阜市、羽島市、瑞穂市、本巣市、山県市、岐南町、笠松町、北方町から構成される岐阜学区にしていた。2006年（平成18年）度から選抜クラスを設け、授業時間を通常より増やすなどして国公立大学、有名私立大学の現役合格を目指している。2017年より特進クラスを設ける。
2018年（平成30年）度より理数科、英語科の募集を停止した。理数科は開校当時より岐阜市内の進学校レベルの生徒を集め国公立大学、難関私立大学への進学実績を誇っていたが、近年はしばしば定員割れを起こし廃止になった。

## 沿革
- 1971年（昭和46年）4月 - 岐阜県各務原市の那加中学校敷地内に岐阜県立各務原高等学校が設立される。
- 1972年（昭和47年）1月 - 現在位置に移転。校歌が完成する。
- 1986年（昭和61年） - オーストラリアの、ケンモア高校と姉妹校提携を結ぶ。
- 2003年（平成15年） - カナダの、キャリハイ高校と姉妹校提携を結ぶ、スーパーイングリッシュランゲージハイスクールに指定される（2005年（平成17年）まで）。
- 2017年（平成29年） - 各務原市初のユネスコスクールに認定される。

## 姉妹校
オーストラリア ケンモア高校

## 部活動

### 運動系部活動
部活動ではサッカー部が特に強く、強豪・岐阜工業高校を破り全国高校サッカー選手権やインターハイに出場したこともあり、インターハイではベスト8まで勝ち進んだこともある。最近では第94回全国高等学校サッカー選手権大会でベスト16入りした。硬式野球部は21世紀枠の候補に挙げられた実績があるほか、2009年（平成21年）の夏の岐阜大会では準優勝している。
- サッカー部
- バスケットボール部
- 女子バレーボール部
- 女子ハンドボール部
- テニス部
- 陸上競技部
- 卓球部
- 剣道部
- ラグビー部
- 硬式野球部
- 弓道部
- 水泳部
- バドミントン部

### 文化系部活動
文化系は写真部と吹奏楽部が長年上位入賞をしていた。放送部はNHK杯全国高校放送コンテスト全国大会へのアナウンス部門・ラジオ制作部門（現在のラジオドキュメント・ドラマ部門）での同時出場経験がある。
1990年代には漫画アニメ研究同好会も存在していた。
- 自然科学部
- ESS・インターアクト部
- 書道部
- 美術部
- 茶華道部
- 放送部
- 吹奏楽部
- 囲碁部

## 出身者
- 小井土正亮（元サッカー選手、サッカー指導者）
- 松田英樹（元サッカー選手）
- 伊藤伸久（岐阜放送アナウンサー、岐阜新聞解説委員）
- 篠田陽子（フリーアナウンサー）
- 高田明浩（将棋棋士）

## 交通機関
- 「各務原高校前」バス停より徒歩で約3分。

| 乗車駅およびターミナル                                            | 運行事業者           | 路線・系統       |
| ----------------------------------------------------------------- | -------------------- | ---------------- |
| 名鉄名古屋本線・各務原線 名鉄岐阜駅 JR東海道本線・高山本線 岐阜駅 | 岐阜バス             | 尾崎団地線       |
| 名鉄各務原線 三柿野駅                                             | 各務原市ふれあいバス | テクノライナー   |
| 名鉄各務原線 三柿野駅                                             | 各務原市ふれあいバス | 稲羽東線         |
| 名鉄各務原線 新鵜沼駅 JR高山本線 鵜沼駅                           | 各務原市ふれあいバス | 東西線（朝夕便） |

- 名鉄各務原線 三柿野駅から徒歩で約30分、自転車で約7分。
- JR高山本線 蘇原駅から徒歩で約30分。